# Löna
Löna (gestileerd LÖNA) is een Nederlands muzikaal duo dat bestaat uit de tweelingzussen Madelon en Danielle Bruinhof.

## Geschiedenis
De zussen waren al actief in de indiescene toen ze in 2018 een reis door IJsland ondernamen. Geïnspireerd door zowel het landschap als noordse artiesten richtten ze in 2019 Löna op, Zweeds voor "waardevol". Ze namen met producer Marg van Eenbergen een aantal nummers op. Op 8 februari 2019 verscheen de debuutsingle Stars align. Op 24 april 2020 volgde de single Terrified. Dit nummer is afkomstig van de  debuut-ep waarop onderwerpen als slut-shaming en problematiek rond lgbtq behandeld worden. In heel 2020 bracht Löna uiteindelijk vijf singles uit.
Op 19 maart 2021 verscheen de single I should break up with you. Volgens Maxime Renier van Pinguin Radio bracht het duo niet eerder zo'n rustig nummer uit.